# Sandro Sukno
Sandro Sukno, hrvaški vaterpolist, * 30. junij 1990, Dubrovnik, SR Hrvaška, SFRJ.
Na poletnih olimpijskih igrah leta 2012 je za hrvaško reprezentanco nastopil v moški konkurenci in osvojil zlato medaljo. Na poletnih olimpijskih igrah 2016 je osvojil tudi srebrno medaljo. Nazadnje je igral za klub VK Jug. Trenutno dela kot pomočnik trenerja starejše moške reprezentance Hrvaške.
Sandrov oče je Goran Sukno, dobitnik zlate medalje za Jugoslavijo na poletnih olimpijskih igrah 1984.
Sandro je bil v letih 2014 in 2015 razglašen za hrvaškega vaterpolista leta in najboljšega igralca Prve lige 2014–15. Decembra 2017 je Sukno osvojil pokal za najboljšega vaterpolista v sezoni 2016–17. Leta 2017 je bil imenovan za ekipo zvezdnikov svetovnega prvenstva. Hrvaška je tisto leto zmagala tudi na svetovnem prvenstvu. Maja 2019 je napovedal upokojitev iz profesionalnega igranja vaterpola, kot vzrok pa navedel težave s srcem.